# تپه قلاع خنجر
تپه قلاع خنجر مربوط به سدهٔ ۶ تا ۸ ه.ق است و در شهرستان شاهین دژ، بخش مرکزی، دهستان صفاخانه، روستای باغ علیا واقع شده و این اثر در تاریخ ۷ اسفند ۱۳۸۵ با شمارهٔ ثبت ۱۷۶۷۵ به‌عنوان یکی از آثار ملی ایران به ثبت رسیده است.